# Filippo De Col
Filippo De Col (Agordo, 28 ottobre 1993) è un calciatore italiano, difensore dell'Arezzo.

## Caratteristiche tecniche
Originario di Pieve d'Alpago, gioca come terzino destro, ed è dotato di un'ottima resistenza fisica e di una buona velocità; è abile sia in fase difensiva che in fase offensiva.

## Carriera

### Club

#### Gli inizi
Dopo aver esordito in Serie D con il Legnago ed aver giocato per una stagione in Prima Divisione Lega Pro con la Virtus Entella (con cui ha messo a segno 3 gol in 31 partite giocate), nell'estate 2013, insieme ai compagni Francesco Zampano e Daniele Borra, viene acquistato in comproprietà dall'Hellas Verona e viene subito ceduto in prestito alla Virtus Lanciano, con cui nella stagione 2013-2014 esordisce in Serie B disputando 35 partite.

#### Spezia e Cesena
Nella stagione 2014-2015 viene venduto allo Spezia in Serie B: all'Entella vanno i giocatori Marco Sansovini, Ivano Baldanzeddu (in prestito) più 600.000 euro. Fa il suo esordio in partite ufficiali con i bianconeri liguri nel secondo turno preliminare di Coppa Italia, il 16 agosto 2014, contro il Lecce. Nella partita segna anche il suo primo gol con lo Spezia, decidendo l'incontro terminato 1-0. Il 9 gennaio 2015 viene operato alla clavicola sinistra. Torna in campo il 2 aprile seguente in Crotone-Spezia 2-0 e torna a giocare da titolare l'11 aprile nella sconfitta per 0-1 contro la Ternana. Complessivamente gioca 19 partite di campionato.
Il 31 agosto seguente viene ceduto in prestito con diritto di riscatto al Cesena sempre in Serie B; debutta il 12 settembre nella sconfitta esterna per 2-1 contro l'Entella, sua ex squadra. Dopo il prestito il Cesena decide di non riscattarlo, quindi torna allo Spezia.
Nella stagione 2017-2018 si rende protagonista nello scandalo degli sms del Parma, riguardante tre messaggi inviati da un suo amico, Emanuele Calaiò, tre giorni prima della partita cruciale per i ducali, Spezia-Parma. Il giocatore in questione, "aveva chiesto meno impegno" da parte di De Col e Claudio Terzi (così ha giudicato il tribunale). Decide di girare gli sms ai dirigenti dello Spezia, i quali, terminata la partita, li presenteranno in procura federale. Il 24 luglio viene emessa la sentenza: -5 punti nella Serie A 2018-2019 per il Parma, due anni di squalifica per tentato illecito sportivo a Calaiò. Tuttavia la sentenza è stata sovvertita visto che il 9 agosto, la penalizzazione al Parma è stata revocata, mentre a Calaiò è stata ridotta la squalifica.

#### Ritorno alla Virtus Entella
Il 2 settembre 2019 rescinde il suo contratto con lo Spezia, e il 23 gennaio 2020 fa ritorno all'Entella, squadra dove aveva già giocato nella stagione 2012-2013.
Gioca da titolare solo nelle sconfitte interne contro Benevento e Crotone infortunandosi a un piede nel corso di quest'ultima partita; il 6 marzo viene operato appunto al metatarso del piede destro  e torna in campo il 26 giugno in Entella-Salernitana 1-0. Mette insieme 10 presenze contribuendo alla salvezza del club ligure e il 25 agosto rinnova il proprio contratto fino al 2022. La stagione seguente gioca in tutto solo 16 partite con l’Entella che retrocede.

#### Südtirol, Vicenza ed Arezzo
Il 18 giugno 2021 viene acquistato dal Südtirol, con cui firma un contratto biennale. Il 4 settembre 2021 esordisce con la nuova maglia in occasione del match contro l'AlbinoLeffe poi terminato 1-1. Il 23 gennaio 2022 sigla il suo primo gol con la nuova maglia in occasione della trasferta contro la Pergolettese, poi terminata 0-2 per il Südtirol.
La sua prima stagione con gli altoatesini termina con 2 gol e la promozione in Serie B. La stagione 2022-2023 non inizia nel migliore dei modi per il Südtirol, che nelle sue prime tre partite in Serie B ottiene 3 sconfitte, la squadra però inizia a carburare e riesce a concludere il campionato al sesto posto, posizione che garantisce la partecipazione ai playoff validi per la promozione in Serie A.
In questa stagione De Col realizza il suo primo gol in serie cadetta valido per la partita contro il Frosinone, poi terminata 1-1.
Il 12 luglio 2023 firma un contratto sino al 30 giugno 2025 con il L.R. Vicenza in Serie C, con opzione di rinnovo a favore del club biancorosso..
Il 15 luglio 2025 si trasferisce all'Arezzo, club di Serie C, con cui si lega fino al 2027.

### Nazionale
Dopo aver giocato 2 partite amichevoli con la maglia della Nazionale Under-20, il 5 marzo 2014 ha esordito in Under-21 giocando gli ultimi 7 minuti della partita vinta per 2-0 sul campo dei pari età dell'Irlanda del Nord valevole per le qualificazioni agli Europei di categoria.
Il 15 aprile 2015 debutta anche nella selezione della B Italia in occasione dell'amichevole contro la Croazia Under-21 finita 1-1.

## Statistiche

### Presenze e reti nei club
Statistiche aggiornate al 28 maggio 2025.
| Stagione              | Squadra               | Campionato            | Campionato | Campionato | Coppe nazionali | Coppe nazionali | Coppe nazionali | Coppe continentali | Coppe continentali | Coppe continentali | Altre coppe | Altre coppe | Altre coppe | Totale | Totale |
| Stagione              | Squadra               | Comp                  | Pres       | Reti       | Comp            | Pres            | Reti            | Comp               | Pres               | Reti               | Comp        | Pres        | Reti        | Pres   | Reti   |
| --------------------- | --------------------- | --------------------- | ---------- | ---------- | --------------- | --------------- | --------------- | ------------------ | ------------------ | ------------------ | ----------- | ----------- | ----------- | ------ | ------ |
| 2012-2013             | Virtus Entella        | 1D                    | 29+2       | 2          | CI+CI-LP        | 1+0             | 0               | -                  | -                  | -                  | -           | -           | -           | 32     | 2      |
| 2013-2014             | Virtus Lanciano       | B                     | 37         | 0          | CI              | 1               | 0               | -                  | -                  | -                  | -           | -           | -           | 38     | 0      |
| 2014-2015             | Spezia                | B                     | 19         | 0          | CI              | 2               | 1               | -                  | -                  | -                  | -           | -           | -           | 21     | 1      |
| 2015-gen. 2016        | Cesena                | B                     | 4          | 0          | CI              | 1               | 0               | -                  | -                  | -                  | -           | -           | -           | 5      | 0      |
| gen.-giu. 2016        | Spezia                | B                     | 19+2       | 0          | CI              | 1               | 0               | -                  | -                  | -                  | -           | -           | -           | 22     | 0      |
| 2016-2017             | Spezia                | B                     | 29+1       | 0          | CI              | 4               | 0               | -                  | -                  | -                  | -           | -           | -           | 34     | 0      |
| 2017-2018             | Spezia                | B                     | 41         | 0          | CI              | 2               | 0               | -                  | -                  | -                  | -           | -           | -           | 43     | 0      |
| 2018-2019             | Spezia                | B                     | 19         | 0          | CI              | 2               | 0               | -                  | -                  | -                  | -           | -           | -           | 21     | 0      |
| Totale Spezia         | Totale Spezia         | Totale Spezia         | 127+3      | 0          |                 | 11              | 1               |                    | -                  | -                  |             | -           | -           | 141    | 1      |
| gen.-giu. 2020        | Virtus Entella        | B                     | 10         | 0          | CI              | -               | -               | -                  | -                  | -                  | -           | -           | -           | 10     | 0      |
| 2020-2021             | Virtus Entella        | B                     | 15         | 0          | CI              | 1               | 0               | -                  | -                  | -                  | -           | -           | -           | 16     | 0      |
| Totale Virtus Entella | Totale Virtus Entella | Totale Virtus Entella | 54+2       | 2          |                 | 2               | 0               |                    | -                  | -                  |             | -           | -           | 58     | 2      |
| 2021-2022             | Südtirol              | C                     | 29         | 2          | CI+CI-C         | 1+5             | 0               | -                  | -                  | -                  | SC-C        | 1           | 1           | 36     | 3      |
| 2022-2023             | Südtirol              | B                     | 36+3       | 1          | CI              | 0               | 0               | -                  | -                  | -                  | -           | -           | -           | 39     | 1      |
| Totale Sudtirol       | Totale Sudtirol       | Totale Sudtirol       | 65+3       | 3          |                 | 6               | 0               |                    | -                  | -                  |             | 1           | 1           | 75     | 4      |
| 2023-2024             | L.R. Vicenza          | C                     | 32+8       | 2          | CI+CI-C         | 1+2             | 0+1             | -                  | -                  | -                  | -           | -           | -           | 43     | 3      |
| 2024-2025             | L.R. Vicenza          | C                     | 25+4       | 0          | CI-C            | 3               | 1               | -                  | -                  | -                  | -           | -           | -           | 32     | 1      |
| Totale Vicenza        | Totale Vicenza        | Totale Vicenza        | 57+12      | 2          |                 | 6               | 2               |                    | -                  | -                  |             | -           | -           | 75     | 4      |
| Totale carriera       | Totale carriera       | Totale carriera       | 344+20     | 7          |                 | 27              | 3               |                    | -                  | -                  |             | 1           | 1           | 392    | 11     |

## Palmarès

### Club

#### Competizioni nazionali
- Serie C: 1

Südtirol: 2021-2022 (girone A)